# 塔圖爾島
62°20′03″S 59°32′22″W / 62.33417°S 59.53944°W
塔圖爾島是南極洲的島嶼，屬於南設得蘭群島的一部分，處於羅伯特島以北0.13公里、連圖爾岩西南面0.55公里和紐韋爾角以西0.95公里，該島長0.35公里、寬0.2公里，現時由南極條約體系管理。

## 外部連結
- SCAR Composite Antarctic Gazetteer（页面存档备份，存于）